# 1916 في الأرجنتين
فيما يلي قوائم الأحداث التي وقعت خلال عام 1916 في الأرجنتين.

## سياسة

### تعيين في المنصب
- 12 أكتوبر – هيبوليتو يريغوين رئيس الأرجنتين.

### انتهاء فترة المنصب
- 12 أكتوبر – فيكتورينو دي لا بلازا رئيس الأرجنتين.

## رياضة
- 1 يناير – كأس أمريكا الجنوبية 1916

## مواليد

### أغسطس
- 3 أغسطس – خوسيه مانويل مورينو مدرب، ولاعب كرة قدم أرجنتيني.[1]

### أكتوبر
- 17 أكتوبر – خوسيه لوبيز ريكا سياسي أرجنتيني.[2]